# Mestosoma peraccae
Mestosoma peraccae är en mångfotingart som först beskrevs av Silvestrii 1902.  Mestosoma peraccae ingår i släktet Mestosoma och familjen orangeridubbelfotingar. Inga underarter finns listade i Catalogue of Life.